# Мария (королева Дании)
Мария (дат. Mary, урождённая Мэри Элизабет Дональдсон, англ. Mary Elizabeth Donaldson; род. 5 февраля 1972, Хобарт, Тасмания, Австралия) — королева-консорт Дании, жена короля Дании Фредерика X, невестка королевы Дании Маргрете II.
После отречения Маргрете II от престола в пользу её сына Фредерика 14 января 2024 года Мэри стала первой королевой-консортом австралийского происхождения.

## Происхождение
Родители Мэри эмигрировали в Австралию из Шотландии в 1963 году. Мэри Элизабет — младшая из четырёх детей Джона и Генриетты Дональдсонов, названная так в честь своих бабушек по отцовской и материнской линиям. Отец Мэри Джон Дональдсон — профессор прикладной математики, он преподавал в университете Тасмании в Австралии, в США, Южной Корее и Великобритании. Сейчас он читает лекции в университете Копенгагена и университете Орхуса в Дании.
Мать Мэри скончалась в 1997 году в результате неудачной операции на сердце.

## Образование и работа
Мэри начала своё обучение в младшей школе в Техасе, где работали её родители. В Австралии она окончила Хобарт колледж в Тасмании, а затем обучалась коммерции и юриспруденции в университете Тасмании (1989—1994 годы). Мэри также получила профессиональные сертификаты в области маркетинга и рекламы. После окончания учёбы Мэри работала в рекламных агентствах DDB Needham и Mojo Partners в Мельбурне и Young & Rubicam в Сиднее. После переезда в Данию она некоторое время работала в Navision/Microsoft Business Solutions в Копенгагене.

## Знакомство с принцем Фредериком и помолвка
Мэри Дональдсон познакомилась с кронпринцем Дании Фредериком 16 сентября 2000 года в пабе в Сиднее во время летних Олимпийских игр. Мэри переехала в Европу в декабре 2001 года, где стала преподавать английский в Париже. В августе 2002 года она перебралась в Данию, а 8 октября 2003 года состоялась её официальная помолвка с кронпринцем Дании Фредериком.

## Замужество и дети

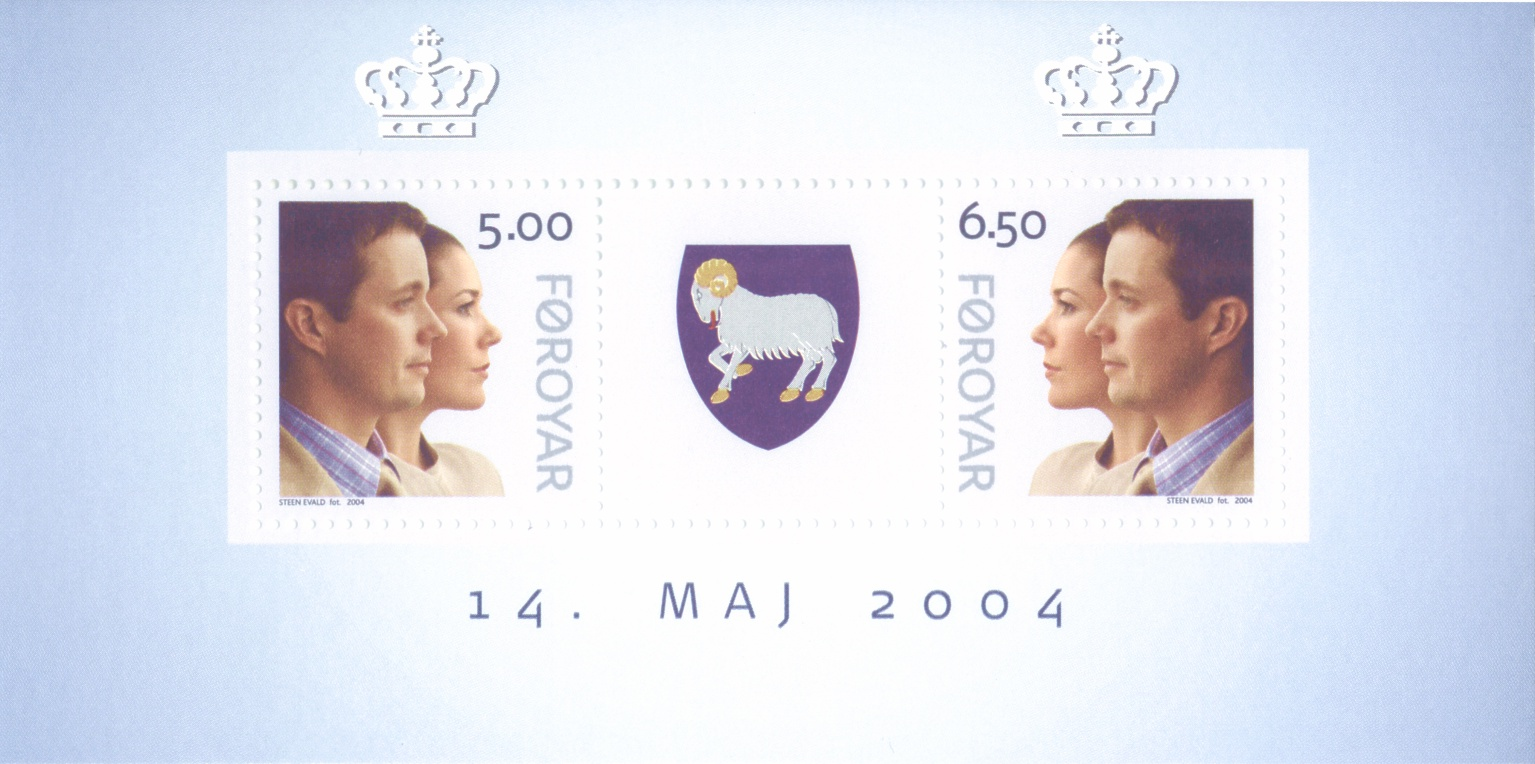
Почтовый блок Фарерских островов, посвящённый королевской свадьбе 14 мая 2004 года, 2004, 5 + 6.50 крон

14 мая 2004 года Мэри Элизабет Дональдсон вышла замуж за кронпринца Фредерика, наследника трона, старшего сына королевы Дании Маргрете II и её супруга, принца-консорта Хенрика, графа де Монпеза.
В день бракосочетания Мэри получила титул Её Королевского Высочества кронпринцессы Мэри Датской. Венчание прошло в Соборной церкви Девы Марии в Копенгагене, а свадебные торжества — во дворце Фреденсборг.
Свадебное платье для Мэри создал датский дизайнер Уффе Франк, ученик Армани. Платье было сшито из шёлкового атласа цвета слоновой кости с плотно облегающим корсажем, рукавами длиной три четверти, напоминающими нежные лепестки калл и декольте, немного приоткрывающим плечи, и пышной юбкой с необычными драпировками. Над платьем работали в течение 350 часов. На его пошив ушло 67 метров атласа, 8 метров старинного ирландского кружева и 31 метр тюля, окаймлённого 100 метрами шантильского кружева, чтобы приподнять юбку сзади.
По случаю свадьбы будущая принцесса получила по-настоящему королевский подарок от будущих свёкра и свекрови — бриллиантовую тиару-колье, которую надела поверх старинной фаты, принадлежащей семье жениха и которая обычно используется только для принцесс крови. Подарком от кронпринца стали серьги с бриллиантами и жемчугом, подходящие к тиаре. К помолвочному кольцу, украшенному крупными рубинами и бриллиантом в цветах датского флага, уже на самой свадьбе добавилось обручальное кольцо из белого золота с бриллиантами. В обручальных кольцах пары находится первое золото, добытое в Гренландии.
Свадебный букет был составлен флористом Эриком Бухом из типичных датских и австралийских цветов и растений, среди них: белые розы, стефанотис, яснотка войлочная, мюленбекия, кремовые чины; рододендрон, азалии и цветы апельсинового дерева из садов дворца Фреденсборг, а также таволга, зелёные глориозы, мирт и эвкалипт. Низ букета был обмотан тканью, на которой висел медальон с монограммой F&M и датой свадьбы. После окончания торжества родственники отвезли букет в Шотландию, чтобы возложить его на общую могилу мамы, дедушки и бабушки кронпринцессы.
В связи с замужеством Мэри перешла в лютеранство, а также стала подданной Дании, отказавшись от гражданств Великобритании и Австралии.
15 октября 2005 года у кронпринца и кронпринцессы родился сын — принц Кристиан Вальдемар Анри Джон. Его крестины состоялись 21 января 2006 года в дворцовой часовне Кристиансборга. На момент рождения занимал второе место в линии наследования датского престола. 14 января 2024 года, после отречения бабушки королевы Маргрете II в пользу его отца Фредерика, получил титул кронпринца Дании и поднялся на первое место. 
У кронпринца Фредерика и кронпринцессы Мэри 22 апреля 2007 года родилась дочь — принцесса Изабелла Генриетта Ингрид Маргрете.
6 августа 2010 года было официально объявлено, что кронпринцесса беременна и должна родить близнецов в начале 2011 года.
8 января 2011 года кронпринцесса Мэри родила здоровых близнецов — мальчика — принца Винсента и девочку — принцессу Йозефину.

## Награды
- Дания: Орден Слона
- Дания: Великий командор ордена Данеброг
- Дания: Дама фамильного ордена королевы Маргреты II
- Дания: Дама фамильного ордена короля Фредерика X
- Дания: Памятная медаль «75 лет со дня рождения королевы Маргрете II»
- Гренландия: 4 июня 2024 Золотая медаль «За заслуги»
- Норвегия 7 ноября 2005: Большой крест ордена Святого Олафа
- Болгария 2006: Орден «Стара Планина» 1 степени
- Швеция: Большой крест ордена Полярной Звезды
- Бразилия: Большой крест ордена Южного креста
- Греция: Большой крест ордена Благотворительности
- Финляндия: Большой крест ордена Белой розы
- Нидерланды 17 марта 2015: Большой крест ордена Нидерландского льва
- Нидерланды: Памятная медаль коронации короля Виллема-Александра
- Мексика 13 апреля 2016: Дама Большого креста ордена Ацтекского орла
- Швеция 30 апреля 2016: Памятная медаль к 70-летию короля Швеции Карла XVI Густава
- Исландия 24 января 2017: Большой крест Ордена Сокола
- Бельгия 28 марта 2017: Большой крест ордена Короны
- Испания 24 октября 2023: Большой крест ордена Изабеллы Католической
- Швеция май 2024: Дама ордена Серафимов
- Египет 6 декабря 2024: Дама ордена Добродетели специального класса